# .mu
'‎.mu‏ دامنه اینترنتی اختصاص داده شده به جزیره موریس است.